# The Day of the Jackal (série de televisão)
The Day of the Jackal é uma série de televisão britânica de suspense e espionagem, baseada no romance de Frederick Forsyth e no filme de 1973 de mesmo nome. É estrelada por Eddie Redmayne e Lashana Lynch. É escrita e criada por Ronan Bennett, produzida por Christopher Hall e dirigida por Brian Kirk, Anthony Philipson, Paul Wilmshurst e Anu Menon. A primeira temporada começou a ser exibida em novembro de 2024. No mesmo mês, foi renovada para uma segunda temporada.
The Day of the Jackal recebeu críticas positivas dos críticos e recebeu duas indicações ao Globo de Ouro, Melhor Série de Televisão – Drama e Melhor Ator para Redmayne.

## Premissa
Reimaginada em um cenário político contemporâneo, esta série é baseada em um romance popular que se concentra em um assassino britânico implacável, conhecido apenas como “the Jackal”, e no oficial de inteligência que pretende capturá-lo.

## Elenco e personagens

### Principal
- Eddie Redmayne como "The Jackal"/Alex Duggan, um assassino de renome internacional. Duggan abandonou a escola em Sandhurst e é veterano da Força Aérea Britânica.
- Lashana Lynch como Bianca Pullman, uma ex-policial, especialista em armas de fogo e agora agente da Seção 303 do MI6, que começa a investigar o Jackal.
- Úrsula Corberó como Nuria, a esposa espanhola do Jackal, que o conhece como "Charles Calthrop", mãe de seu filho, Carlito.
- Chukwudi Iwuji como Osita Halcrow, uma oficial sênior do MI6 na Seção 303 e chefe direta de Bianca.
- Khalid Abdalla como Ulle Dag Charles, um empreendedor bilionário de tecnologia e ativista que se torna alvo do Jackal.
- Lia Williams como Isabel Kirby, vice-chefe de gabinete do MI6, superiora de Bianca e Halcrow.
- Eleanor Matsuura como Zina Jansone, uma ligação entre o Jackal e seu empregador, Winthrop.
- Sule Rimi como Paul Pullman, um professor acadêmico e ex-marido de Bianca.
- Ben Hall como Damian Richardson, um agente do MI6 e colega de Bianca na Seção 303.
- Jonjo O'Neill como Edward Carver, um "intermediário" do MI6 que investiga suspeitas de vazamentos na Seção 303.
- Puchi Lagarde como Marisa, a mãe intrometida de Nuria.
- Jon Arias como Alvaro, o irmão irresponsável de Nuria, cujas maquinações idiotas colocam a família do Jackal em perigo.
- Charles Dance como Timothy Winthrop, um poderoso financista e o mais novo empregador do Jackal.
- Nick Blood como Vincent Pyne, um agente de proteção do MI6, ex-policial e oficial da NCA e velho amigo de Bianca.
- Patrick Kennedy como Teddy, parceiro de Ulle.

### Estrela convidada especial
- Richard Dormer como Norman Stoke (1ª temporada), o armeiro do Jackal e um antigo "blackneck" da Força Voluntária do Ulster.

### Recorrente
- Florisa Kamara como Jasmine Pullman, filha de Bianca e Paul.
- Kate Dickie como Alison Stoke, esposa de Larry e fonte secreta de Bianca na Irlanda do Norte.
- Patrick O'Kane como Larry Stoke, irmão de Norman e um criminoso associado a paramilitares leais.
- Corey Johnson como Doug Wojack, um colega conspirador de Winthrop.
- Christy Meyer como Leonora Boggs, uma companheira conspiradora de Winthrop.
- Adam James como Jeremy Whitelock, o Secretário de Relações Exteriores.
- Gerard Kearns como Gary Cobb, um soldado das forças especiais do Exército Britânico que serviu como observador do Jackal.

## Episódios
| N.º | Título       | Dirigido por      | Escrito por     | Exibição original   | Data de exibição nos EUA |
| --- | ------------ | ----------------- | --------------- | ------------------- | ------------------------ |
| 1 | "Episode 1"  | Brian Kirk        | Ronan Bennett   | 7 novembro de 2024  | 14 de novembro de 2024   |
| O Jackal, um assassino altamente eficaz, encena um ataque de bandeira falsa, assassinando várias pessoas periféricas, para ferir Elias Fest, filho do político alemão de extrema direita Manfred Fest. Quando o veterano Fest visita o hospital, o Jackal o assassina com um tiro de sniper de distância recorde. Revendo as imagens de segurança do Jackal, a especialista em armas de fogo do MI6 Bianca Pullman percebe que ele usou um rifle de precisão sob medida com um cano de duas peças. Ela teoriza que a arma foi feita pelo armeiro da Irlanda do Norte Norman Stoke. Uma fonte anônima oferece ao Jackal um novo emprego. Em uma reunião pessoal com o contato, Zina Jansone, ele descobre que o alvo é o bilionário Ulle Dag Charles, que está prestes a lançar uma tecnologia disruptiva conhecida como River. O Jackal exige US$ 100 milhões para matar um alvo tão importante e bem protegido. Depois que o Jackal retorna para casa com sua esposa Nuria, a pessoa que encomendou o assassinato de Fest se recusa a pagar a taxa restante de US$ 3,75 milhões. Bianca contata sua parceira em Belfast, Alison, cunhada de Norman, para localizá-lo. Para pressionar Alison, Bianca manda prender sua filha ativista, Emma. O plano sai pela culatra quando Emma sofre uma parada cardíaca sob custódia.                                                                                               |              |                   |                 |                     |                          |
| 2 | "Episode 2"  | Brian Kirk        | Ronan Bennett   | 7 novembro de 2024  | 14 de novembro de 2024   |
| Bianca encobre a morte de Emma para forçar Alison a encontrar Norman. Sob seu pseudônimo, o Jackal passa um tempo em sua casa na Espanha com Nuria e seu filho, Carlito. No entanto, ele é forçado a sair mais cedo quando recebe uma pista sobre a fonte do pagamento retido pelo assassinato de Fest. Depois de deixar o Jackal no aeroporto, Nuria o espia por acaso depois que ele retorna brevemente à cidade para visitar seu banco, levando-a a supor que ele está tendo um caso. Em Munique, ele se encontra com Zina novamente, que confirma que seu empregador, Timothy Winthrop, concordou com seus termos. No entanto, o assassinato deve ser concluído dentro de um mês antes que Ulle possa lançar River. O Jackal descobre mais tarde que Elias foi quem o contratou e se recusa a pagá-lo após ser baleado. Enquanto isso, prosseguindo com sua investigação do assassino, Bianca teoriza que ele é britânico e ex-membro do Exército Britânico. Alison obtém o número de telefone de Norman, permitindo que Bianca rastreie sua localização até a Bielorrússia, onde ela é enviada para prendê-lo. A operação dá errado e Norman mata dois colegas de Bianca antes de escapar, levando-a a acreditar que ele foi avisado. |              |                   |                 |                     |                          |
| 3 | "Episode 3"  | Brian Kirk        | Ronan Bennett   | 7 novembro de 2024  | 14 de novembro de 2024   |
| A mala recuperada no local de Norman contém um protótipo do rifle de precisão personalizado que matou Fest. Seus superiores, Isabel Kirby e Osita Halcrow, permitiram que ela continuasse a operação. O agente do MI6, Carver, começa a investigar a fonte do vazamento da Bielorrússia, com Bianca, seu colega Damian, Kirby e Halcrow sob suspeita. Na Alemanha, o Jackal liga para Nuria, que o confronta sobre tê-lo visto. Ele tenta provar que não está tendo um caso, mas Nuria permanece desconfiada. Com a ajuda da mãe e do irmão, ela vasculha o escritório do Jackal e encontra um cofre escondido. Alison e seu marido, Larry, chegam a Londres para identificar o corpo de Emma. Alison repreende Bianca com raiva enquanto Norman contata Larry, descobrindo o que aconteceu com ele. Larry confronta Alison, a ataca e a mata ao saber de sua traição. O Jackal se passa pelo motorista e sequestra Elias para confrontá-lo antes de matá-lo a tiros. Seguindo uma pista, Bianca descobre o codinome do assassino: Jackal. Nuria e sua família arrombam um segundo cofre escondido dentro da residência do Jackal, que contém dinheiro, armas e um molde do rosto do Jackal, enquanto o Jackal observa por meio de câmeras de segurança enquanto ele deixa a Alemanha. |              |                   |                 |                     |                          |
| 4 | "Episode 4"  | Anthony Philipson | Ronan Bennett   | 7 novembro de 2024  | 14 de novembro de 2024   |
| Retornando de Munique pela França, o Jackal sofre um pequeno acidente de carro e é forçado a assassinar um motorista e um policial para escapar. O MI6 descobre que o Jackal foi contratado novamente, mas não sabe a identidade do alvo. Bianca descobre que o único veterano do Exército Britânico capaz de fazer o tiro, Alexander Duggan, é dado como morto por uma explosão de IED no Afeganistão em 2013. O Jackal convence Nuria a se juntar a ele em Paris, onde ele afirma ser um solucionador de problemas envolvido em espionagem corporativa, temporariamente aliviando suas preocupações. Enquanto isso, Larry mata Alison e atrai Bianca para uma armadilha. Ela escapa com a ajuda do agente de proteção Vincent Pyne, a quem ela pede para ser realocado para sua equipe. Ela retorna para casa e descobre que Larry fez sua filha Jasmine como refém. Bianca atira e fere Larry, subjugando-o. O Jackal chega em Tallinn para começar os preparativos, quase caindo para a morte ao explorar o local para o lançamento de River pela Ulle. Ao retornar ao seu quarto de hotel, ele descobre que Zina o localizou. |              |                   |                 |                     |                          |
| 5 | "Episode 5"  | Anthony Philipson | Jessica Sinyard | 7 novembro de 2024  | 14 de novembro de 2024   |
| Em Tallinn, o Jackal é forçado a incluir Zina em seu planejamento. Na Espanha, Nuria ainda não está convencida por sua história. O Jackal contata Norman para criar uma arma para o assassinato de Ulle. No entanto, como Norman foi ferido na Bielorrússia, o Jackal viaja para Budapeste para ajudá-lo a criar a arma. Usando impressoras 3D e outras ferramentas, eles constroem um rifle de curto alcance que pode ser desmontado e escondido em uma bota ortopédica. Norman confessa ao Jackal que foi avisado por alguém do MI6, mas não revela quem. Em Londres, após o ataque de Larry, o marido e a filha de Bianca saem de casa para ficar na residência da ex-mulher de Paul. Bianca e Vincent torturam Larry, que descreve o esconderijo de Norman. Bianca também descobre que Ulle é o alvo do Jackal. O MI6 reduz a localização mais provável do esconderijo de Norman, levando Bianca e Vincent a chegarem a Budapeste. Enquanto mira com o rifle, o Jackal consegue escapar da captura, enquanto Norman é subjugado. O Jackal é forçado a matar Norman para cobrir seus rastros antes de escapar por pouco da perseguição. Exausto, ele descansa em um celeiro, mas é nocauteado por um fazendeiro. |              |                   |                 |                     |                          |
| 6 | "Episode 6"  | Paul Wilmshurst   | Charles Cumming | 14 novembro de 2024 | 21 de novembro de 2024   |
| Feito prisioneiro pelo fazendeiro Átila, o Jackal tenta negociar sua libertação. Quando isso falha, ele assassina Átila e seu irmão Gabor antes de tomar o trabalhador rural Laszlo como refém para escapar. A equipe de Bianca descobre as mortes e começa a investigar. O Jackal liga para Nuria para confessar que pode não conseguir voltar para casa. Ela se oferece para ajudá-lo indo a Budapeste. Ulle, preparando-se para o lançamento do River em Tallinn, enfrenta resistência de sua diretoria, que ele ignora. Ao retornar a Budapeste em meio a uma caçada nacional por ele, o Jackal liberta Laszlo em vez de matá-lo, ameaçando-o para que se cale. Nuria chega à cidade e ajuda o Jackal a se disfarçar de idoso em cadeira de rodas para passar pela alfândega. Ironicamente, ele está sentado atrás de Bianca no voo para Tallinn. Ao chegar, o Jackal atrai e seduz Rasmus, um trabalhador que ele conheceu anteriormente no local. |              |                   |                 |                     |                          |
| 7 | "Episode 7"  | Paul Wilmshurst   | Shyam Popat     | 21 novembro de 2024 | 28 de novembro de 2024   |
| O Jackal pede ajuda a Zina para lidar com Bianca e Vincent. Zina envia um esquadrão de ataque para atacá-los do lado de fora da embaixada britânica, mas Bianca e Vincent matam seus agressores. O irmão de Nuria, Alvaro, rouba uma grande quantia em dinheiro e uma arma do cofre do Jackal para um negócio, observado pelo Jackal secretamente pela câmera. O Jackal, se passando por engenheiro arquitetônico, continua enganando Rasmus para obter acesso ao local. Um policial identifica o Jackal a partir de um identikit. Bianca e Vincent invadem seu Airbnb, mas ele está hospedado com Rasmus. O Jackal se infiltra no local e usa os esquemas do prédio que Rasmus havia lhe dado para encontrar um esconderijo, chegando antes que a equipe de segurança de Ulle feche o prédio dois dias antes do previsto. Enquanto espera, ele relembra o início de seu relacionamento com Nuria. O lançamento começa e o Jackal se posiciona para disparar seu tiro. No entanto, segundos antes de ter a oportunidade, outro assassino tenta atirar em Ulle, arruinando a chance do Jackal. Ele escapa do local, mas Rasmus o encontra e o alcança. O Jackal, relutantemente, mata Rasmus antes de deixar o local. |              |                   |                 |                     |                          |
| 8 | "Episode 8"  | Paul Wilmshurst   | Ronan Bennett   | 28 novembro de 2024 | 5 de dezembro de 2024    |
| O segundo assassino é morto a tiros e descobre-se que era um membro da equipe de segurança que tinha problemas mentais e não confiava em Ulle. Após a tentativa de assassinato, os conspiradores e Ulle lutam para manter seus planos separados em andamento. Bianca volta à sua teoria sobre Alexander Duggan. Kirby pressiona com sucesso o Secretário de Relações Exteriores, Jeremy Whitelock, para desclassificar o arquivo do Exército de Duggan. Nuria vê um noticiário com a imagem do Jackal e liga para ele, percebendo que ele é um assassino. Bianca visita Larry na prisão, mas ele comete suicídio na frente dela. Halcrow é detido sob suspeita de ser o informante. Em flashbacks, o Jackal, revelado como Duggan, é um atirador de elite em uma seção que prende ou elimina líderes do Talibã no Afeganistão. Em repouso no Chipre, Alexander e seu observador, Gary, são subornados por £ 40.000 por criminosos para realizar um assassinato freelance na base militar controlada pelos britânicos em Akrotiri. Uma operação para prender um alto líder do Talibã dá errado quando a seção de Duggan se envolve em um tiroteio e massacra uma festa de casamento. Eles convocam um ataque aéreo para destruir as evidências. Revoltado com o crime de guerra cometido, Duggan instala um dispositivo explosivo improvisado na beira da estrada, matando a seção, e ordena a Gary que eles desapareçam. |              |                   |                 |                     |                          |
| 9 | "Episode 9"  | Anu Menon         | Ronan Bennett   | 5 dezembro de 2024  | 12 de dezembro de 2024   |
| O Jackal retorna à Croácia para observar os arranjos de segurança na ilha natal de Ulle. Zina o confronta sobre seu fracasso em Tallinn. Retornando à Espanha, o Jackal é confrontado por Nuria. Ele admite ser um assassino e promete desistir após o ataque a Ulle. Álvaro marca unilateralmente uma reunião de negócios entre o Jackal e um gangster local, Jimmie. Nuria entra em pânico ao pensar que sua família esteja envolvida com um chefe gangster com uma reputação brutal. O Jackal atira fatalmente em Jimmie de um barco no mar para resolver a ameaça. No entanto, o relato da morte chama a atenção de Bianca. Kirby encerra a investigação do MI6 repentinamente, o que irrita Bianca. Halcrow permanece sob suspeita. O Jackal viaja para a Croácia e assassina um pescador local para roubar seu barco. Durante o mergulho matinal de Ulle, o Jackal mata seu guarda-costas, atira em Ulle e foge da área. |              |                   |                 |                     |                          |
| 10 | "Episode 10" | Anu Menon         | Ronan Bennett   | 12 dezembro de 2024 | 12 de dezembro de 2024   |
| A libertação de River é adiada indefinidamente. Bianca deixa o MI6, pois Kirby se recusou a continuar perseguindo o Jackal. Kirby é revelado agindo sob ordens de Whitelock, trabalhando secretamente para Winthrop. Kirby atrai Bianca com uma operação não autorizada para matar o Jackal. Bianca aceita o trabalho e recruta Vincent. Eles seguem uma pista para vigiar a propriedade espanhola do Jackal, que Nuria eventualmente abandona com Carlito. Ao tentar deixar a Croácia, o Jackal sofre ferimentos e, por fim, sequestra um casal de idosos. Ele os mata quando tentam dominá-lo. Ele finalmente retorna para casa. Bianca e Vincent se infiltram na casa, mas um Alvaro bêbado os assusta e é baleado e morto, alertando o Jackal. O Jackal então mata Vincent e Bianca. Fugindo da casa, o Jackal é emboscado pelos homens de Winthrop. Kirby é posteriormente promovido a Chefe. Ela alega que Bianca e Vincent se rebelaram, mas Halcrow descobre a verdade graças a uma última mensagem de texto de Bianca. Em Budapeste, Jackal se encontra com Zina, que também escapou de um atentado contra sua vida. Ela revela a identidade de Winthrop como seu empregador. O Jackal concorda em se vingar, mas parte em busca de Nuria e Carlito primeiro. |              |                   |                 |                     |                          |

## Produção
O projeto da Carnival Films com Sky e Peacock foi anunciado em novembro de 2022. O roteirista Ronan Bennett foi definido como escritor e showrunner, com Brian Kirk como o diretor principal, seguido por Anthony Philipson, Paul Wilmshurst e Anu Menon. Charles Cumming, Jessica Sinyard e Shyam Popat se juntaram à sala dos roteiristas em julho de 2022. Christopher Hall produziu todos os episódios, enquanto Forsyth atuou como produtor consultor. Eddie Redmayne, Lashana Lynch, Ronan Bennett, Gareth Neame, Nigel Marchant e Marianne Buckland são produtores executivos. A série é uma releitura do texto original em um cenário moderno, com Redmayne descrevendo-a como "uma peça completamente diferente" que "foi reconcebida e contemporizada com um novo alvo". A série também dá mais detalhes sobre o Jackal como protagonista e Redmayne disse que escolheu o projeto porque "a ideia de passar um bom tempo com esse enigma parecia um ótimo material para explorar".
Em 22 de novembro de 2024, o programa foi renovado para uma segunda temporada.

### Elenco
Redmayne foi revelado no elenco em março de 2023. Em junho de 2023, Lashana Lynch se juntou ao elenco. O elenco adicional, incluindo Úrsula Corberó, Charles Dance, Richard Dormer e Chukwudi Iwuji, foi anunciado em fevereiro de 2024.

### Filmagem
As filmagens da série, que aconteceram em quatro países e devem durar sete meses, começaram em junho de 2023. As filmagens começaram em Budapeste, Hungria e regiões vizinhas. As filmagens ocorreram em Viena em julho de 2023. As filmagens ocorreram no outono de 2023 na Croácia. Os locais croatas incluem Rijeka, Pag, Opatija e a região central da Ístria. As cenas externas da propriedade de The Jackal foram filmadas em Rabac, Croácia.

## Transmissão
A série de dez episódios estreou em 7 de novembro de 2024, sendo exibida no Reino Unido pela Sky Atlantic e Now, e transmitida pela Peacock nos Estados Unidos. A NBCUniversal Global Distribution distribui a série internacionalmente fora dos mercados da Sky, sendo exibida por meio de seus acordos com a Foxtel (Austrália), Showcase (Canadá), JioCinema (Índia), Showmax (África), TVNZ+ (Nova Zelândia), Disney+ (América Latina) e SkyShowtime (Europa), entre outros. Os episódios subsequentes foram lançados semanalmente, concluindo em 12 de dezembro. A NBC transmitiu o piloto na televisão dos Estados Unidos em 30 de dezembro de 2024.

## Recepção
No site agregador de críticas Rotten Tomatoes, The Day of the Jackal tem uma taxa de aprovação de 85%, com uma classificação média de 7,6/10, com base em 52 avaliações. O consenso do site diz: "Um thriller globetrotting tornado assustadoramente plausível pela performance reptiliana de Eddie Redmayne, The Day of the Jackal transforma atos obscuros em diversão." O Metacritic, que usa uma média ponderada, atribuiu uma pontuação de 72 de 100 com base em 28 críticos, indicando avaliações "geralmente favoráveis".
Richard Roeper do Chicago Sun-Times deu três e meia de quatro estrelas, dizendo: "Desde Eddie Redmayne como o personagem titular até as lindas e expansivas locações de filmagem em Londres, Budapeste, Viena e Croácia, até as principais cenas de ação... Por mais clichê que seja dizer isso, cada um dos 10 capítulos se parece mais com um filme do que com um episódio de televisão. [...] Este é um grande suspense para a telinha."
Escrevendo para o The Guardian, Rebecca Nicholson deu quatro de cinco estrelas, chamando-o de "um drama tenso e enxuto que explora ao máximo seu talento de atuação e estabelece as bases para muita ação bem executada. Assistir ao Jackal executar suas missões e escapar com seus planos audaciosos – apesar das terríveis probabilidades em contrário – é genuinamente emocionante. Mesmo sabendo que ele provavelmente não será pego, cada ponto de controle faz você prender a respiração, para o caso de ele errar."
David Fear, da Rolling Stone, elogiou os dois protagonistas, mas sentiu que a duração da série estava exagerada, escrevendo: "[Redmayne é] uma das melhores coisas sobre este Jackal atualizado, especialmente quando a série desacelera para a velocidade processual e simplesmente observa o assassino profissional pesquisando seus trabalhos, explorando locais e praticando tiro ao alvo. Também se beneficia por lhe dar um adversário à altura na forma de Lashana Lynch, que é uma ladra mestre quando se trata de cenas de roubo. [...] Se The Day of the Jackal tivesse mantido seus olhos no prêmio que é o enredo predador/presa/perseguidor, poderia ter sido ouro de polpa de prestígio. Em vez disso, ele doura o lírio com história de fundo desnecessária e melodrama periférico supostamente projetado para "dar corpo" aos personagens, e você fica com uma quantidade épica de TV Mid deslumbrante e globetrotter."

## Prémios
| Prêmio                         | Data da cerimônia       | Categoria                                       | Destinatário(s) | Resultado | Ref.   |
| ------------------------------ | ----------------------- | ----------------------------------------------- | --- | --------- | ------ |
| Prêmio Globo de Ouro           | 5 de janeiro de 2025    | Melhor Ator em Série de Televisão – Drama       | Eddie Redmayne | Indicado  | [ 32 ] |
| Prêmio Globo de Ouro           | 5 de janeiro de 2025    | Melhor Série de Televisão – Drama               | The Day of the Jackal | Indicado  | [ 32 ] |
| Prêmio Escolha da Crítica      | 26 de janeiro de 2025   | Melhor Ator em Série Dramática                  | Eddie Redmayne | Indicado  | [ 33 ] |
| Prêmio Escolha da Crítica      | 26 de janeiro de 2025   | Melhor Série Dramática                          | The Day of the Jackal | Indicado  | [ 33 ] |
| Prêmios Satélite               | 26 de janeiro de 2025   | Melhor Ator – Série Dramática de Televisão      | Eddie Redmayne | Indicado  | [ 34 ] |
| Prêmios do Screen Actors Guild | 23 de fevereiro de 2025 | Melhor Ator em Série Dramática                  | Eddie Redmayne | Indicado  | [ 35 ] |
| Prêmios do Screen Actors Guild | 23 de fevereiro de 2025 | Melhor Performance de Elenco em Série Dramática | Khalid Abdalla, Jon Arias, Nick Blood, Úrsula Corberó, Charles Dance, Ben Hall, Chukwudi Iwuji, Patrick Kennedy, Puchi Lagarde, Lashana Lynch, Eleanor Matsuura, Jonjo O'Neill, Eddie Redmayne, Sule Rimi, Lia Williams | Indicado  | [ 35 ] |